# Jan January Janczak
Jan January Janczak (* 1. Oktober 1938 in Środa) ist ein polnisch-schweizerischer Maler, Filmemacher, Illustrator, Plastiker und Glasmaler.

## Leben
Jan Janczak wurde kurz vor Ausbruch des Zweiten Weltkriegs in Środa (Polen) geboren. Als Kind erlebte er in Warschau den Krieg. Diese Erfahrung prägte ihn tief und hinterließ auch in seinem künstlerischen Schaffen Spuren. Früh wurde sein zeichnerisches Talent erkannt. Im Alter von neun Jahren gewann er einen ersten Zeichnungswettbewerb. Der Schuldirektor seiner Grundschule meldete den Jungen darauf zur Aufnahmeprüfung an die Kunstmittelschule Posen an, die er 1957 abschloss.
Ab 1957 studierte er an der Krakauer Kunstakademie die Fächer Film, Grafik und Malerei. Mit einer Diplomarbeit im Fach Malerei zum Thema «Porträts» schloss er 1963 auf Masterstufe sein Studium ab.
Nach dem Studium wandte er sich dem Animationsfilm zu. Es entstanden eine Anzahl experimenteller und sozialkritischer Animationskurzfilme, die an Festivals im In- und Ausland gezeigt wurden. Durch die Filme erhielt auch Janczaks Malerei Aufmerksamkeit. Studienaufenthalte im Ausland führten ihn unter anderem 1968 in die Schweiz, die er bis 1975 mehrmals besuchte. Es folgten Ausstellungen in ganz Europa, in den USA und in Japan. 1972 wurde Janczak zum Professor an der Akademie für Bildende Künste in Krakau berufen.
1980/81 erhielt Janczak ein Stipendium des Kantons Aargau und zog mit seiner Frau und der Tochter in die Schweiz nach Bremgarten. In der Schweiz wurde der Familie ein Sohn geboren. Als Teil der Stipendiumsvereinbarung gestaltete er einige Glasfenster für das Grossratsgebäude in Aarau.
Während seines Aufenthalts in der Schweiz wurde in Polen das Kriegsrecht ausgerufen. Freunde warnten ihn vor einer Rückkehr nach Krakau, da Janczak einige Arbeiten der Solidarność-Bewegung gewidmet und sich in Deutschland und England für die Bewegung engagiert hatte. Die Familie mit den zwei Kindern beschloss daher, in der Schweiz zu bleiben, und zog 1981 nach Wil SG. Dort versuchte Janczak, eine Filmschule aufzubauen, doch das Projekt kam nicht über die Projektierungsphase hinaus. Daher wandte er sich wieder mehr der Malerei, den Skulpturen, der Illustration von Büchern und der Glasmalerei zu. Daneben unterrichtete er unter anderem an der Pädagogischen Hochschule Zofingen.
Ein längerer Studienaufenthalt führte Janczak 1985 nach Houston (Texas), wo er das Ehrenbürgerrecht erhielt. 1994 erhielt er das Schweizer Bürgerrecht. Mitte der 1990er-Jahre reiste er nach Hongkong, wo der Zyklus In unseren Gärten entstand.

## Werke

### Malerei
Janczaks Bilder orientieren sich am Unterbewussten und an Träumen. In den 1960er-Jahren bis Anfang der 1970er-Jahre wird seine polnische Herkunft in den Bildern sichtbar. Existenzielle Fragen werden metaphorisch dargestellt und mit Elementen der Volkskultur vermischt, wodurch die Bilder eher naiv-volkstümlich wirken. Farblich dominieren Erdfarben und Rottöne. Als Motiv steht der musizierende, tanzende und fliegende Mensch im Zentrum. Die Bilder wollen Trauer und Freude gleichzeitig auslösen.
Ab den 1970er-Jahren dominieren düstere Themen wie Bedrohung, Schmerz, Trauer seine Bilder. Das Dargestellte wird aber detailgetreuer und exakter.
Zeitgleich entstehen auch mehr lebensbejahende Bilder, die in helleren und freundlicheren Farben gestaltet sind. Sowohl den düsteren als auch den freundlicheren Bildern ist gemeinsam, dass sie mit Perspektiven und Proportionen spielen und diese ausser Kraft setzen. Als Figuren stehen die Frauen im Zentrum; sie werden mit langen Hälsen und ausgeprägten Schulterpartien dargestellt.
In den 1980er-Jahren bricht der Künstler mit seinem bisherigen Stil. Die bislang eher rustikal wirkenden Figuren werden zu filigranen, zerbrechlichen Gestalten mit hochgewachsener Silhouette. Die Figuren weisen verhältnismäßig große, aber schlanke Hände auf. Die Frau wird als Diva ins Zentrum gestellt, während männliche Figuren als Clowns, Musikanten oder Gaukler dargestellt werden. Die Farben decken das ganze Spektrum ab. Bis Mitte der 1990er-Jahre werden die Bilder immer opulenter und mit mehr und mehr Bildelementen ausgestattet. Sie zeigen mystische Welten, die reich an Geschichten sind.
1997 beginnt Janczak mit einer surrealen Porträtreihe, deren Kernthema das Sehen und die Erkenntnis ist. Die Dargestellten verfügen häufig nur über eingeschränktes Sehvermögen. Gliedmassen fehlen oder werden durch andere Elemente ersetzt.
Die neuesten Arbeiten vergöttern die Weiblichkeit. Sie bestehen aus Porträts von eleganten Frauen vor einem oft flächig gemalten Hintergrund. Ganz in Weiss stilisierte männliche Bewunderer kommen als Randfiguren vor. Ansonsten sind die Bilder auf das Wesentliche reduziert und teilweise in knalligen Farben gehalten.

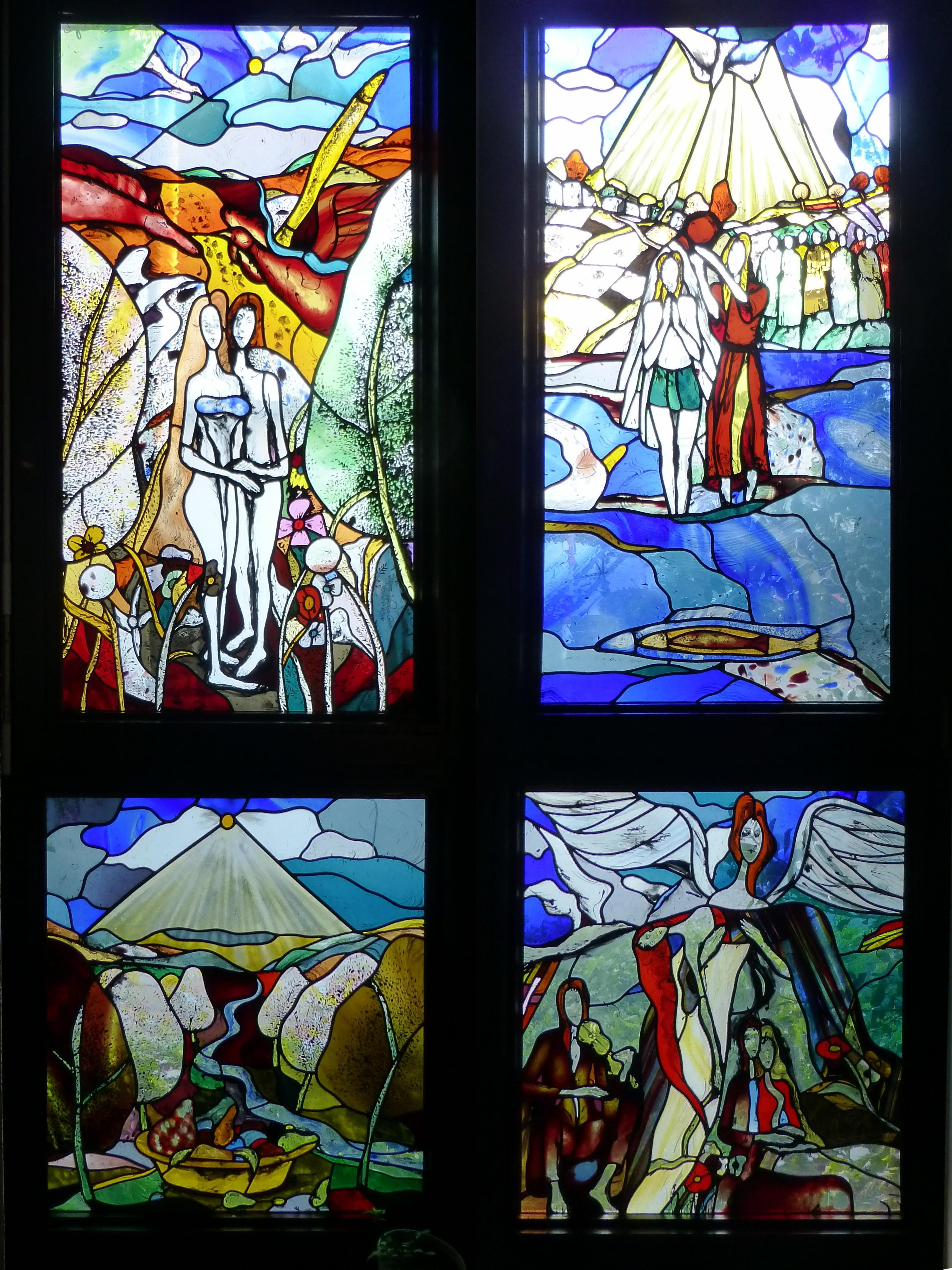
Jan Janczak: Glasfenster Lustenau, Guthirtenkirche, Seitenkapelle (Zusammenstellung)

### Skulpturen
Janczaks menschliche Skulpturen zeichnen sich durch überlange Gliedmassen, lange Hälse und schmale Gesichter aus. Für die Skulpturen verwendet er ein breites Spektrum an Materialien: So entstehen etwa bemalte und glasierte Keramik- (bspw. für den Zyklus Anmutig & Schön), Bronze- (bspw. Wandplastik Exodus 1988) oder Eisenplastiken (Gemeindehaus Büttikon, 1993).

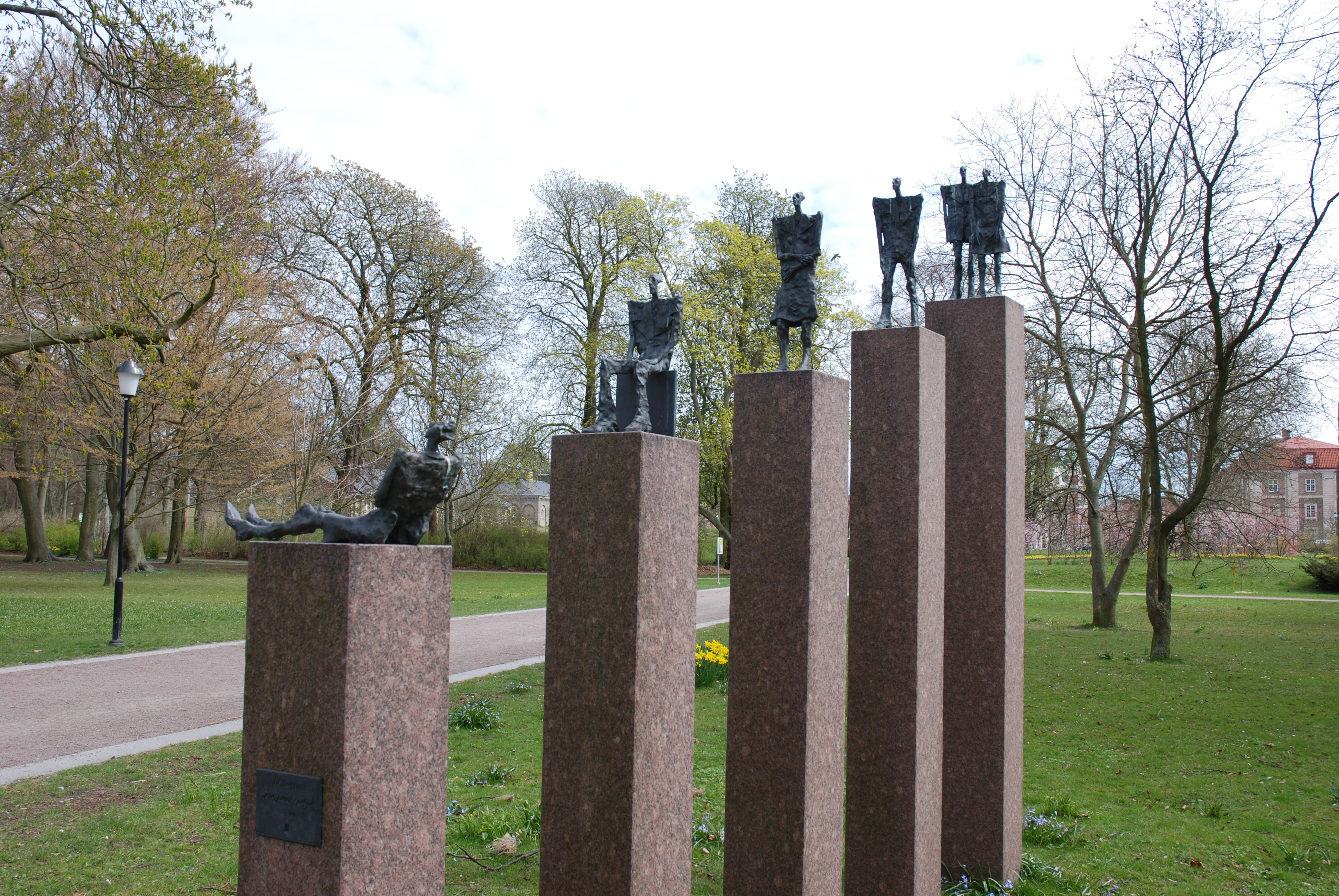
Landskrona (S), Skulpturenpark Kaptensgården – Jan Janczak: Bronzeskulptur (2001)

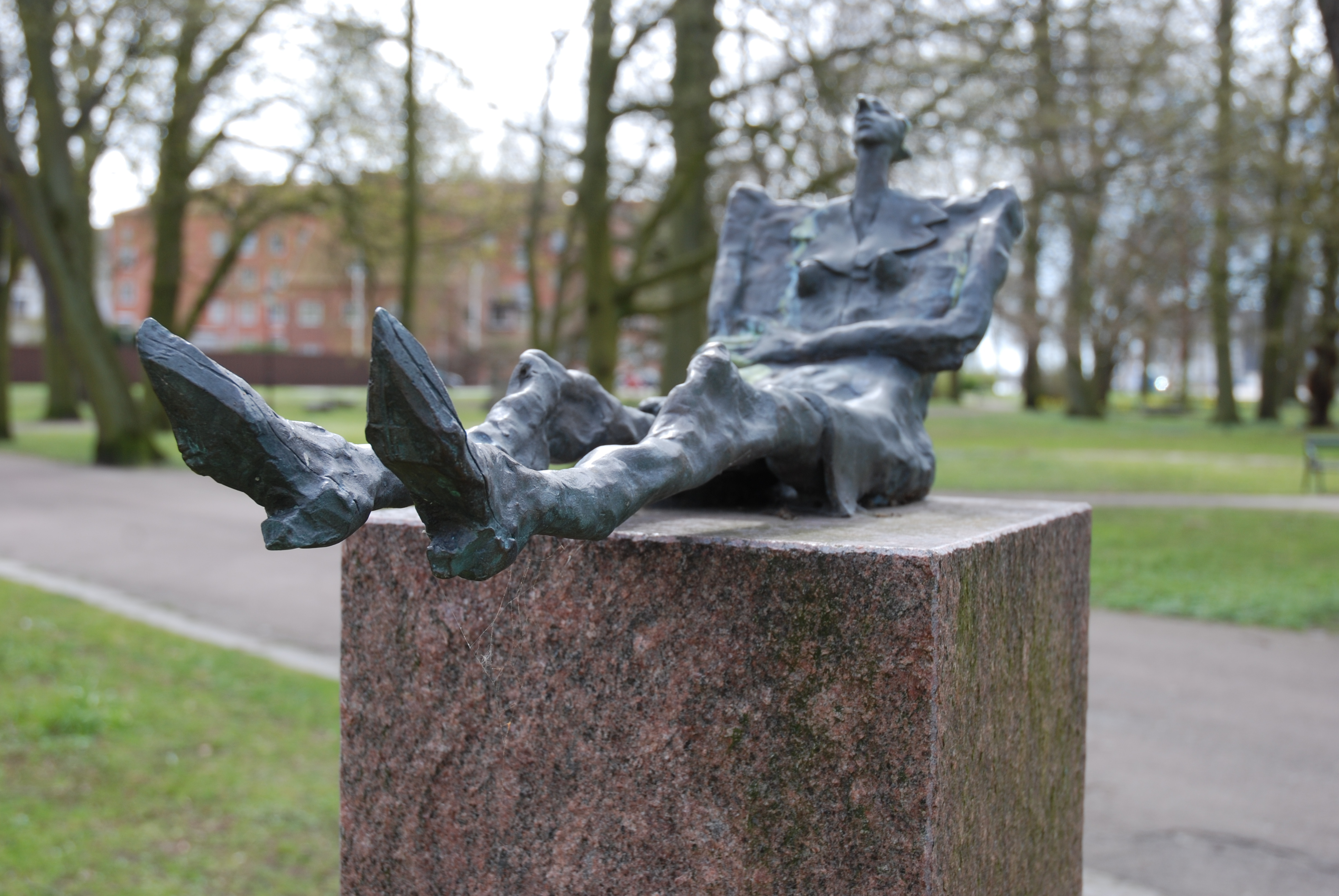
Landskrona (S), Skulpturenpark Kaptensgården – Detail aus Jan Janczak: Bronzeskulptur (2001)

### Animationsfilme
1967 bis 1980 entstanden in den Filmstudios von Warschau und Krakau eine Reihe Animationskurzfilme. Janczak führte Regie, schrieb die Geschichten und setzte die Animationen grafisch um. Es handelte sich um Autorenfilme. Inhaltlich behandelten sie vorwiegend sozialkritische und visionäre Themen. Animationsfilme wollen mit der klassischen Animation brechen. Ohne Berührungsängste wird experimentiert: Beispielsweise schneidet Janczak einzelne Körperglieder wie Füsse oder Hände aus Papier oder Karton aus und animiert diese Elemente einzeln von Hand vor laufender Kamera.
Die Filme wurden an internationalen Festivals, unter anderem 2015 am Fantoche, gezeigt.
- 1967: Czuwaj (Sei wachsam)
- 1968: Latawiec (Fliegender Drache)
- 1970: Aqua Pura
- 1971: Degustacja (Degustation)
- 1974: Ptaki (Die Vögel)
- 1975: Połowanie (Die Jagd)
- 1976: Bokser (Der Boxer)
- 1977: Recital
- 1978: Mur (Die Mauer)
- 1979: Cyrk (Der Zirkus)

### Kunst am Bau und öffentlich zugängliche Werke (Auswahl)
- Landskrona (Schweden), Skulpturenpark Kaptensgården – Bronzeskulptur (2001)
- Ilanz GR, Polenweg – Bildstock (1995)
- Boswil, Katholische Kirche St. Pankraz – Glasfenster (1993)
- Lustenau (A), Guthirtenkirche – Altar, Glasmalerei  (1989)
- Schwarzenbach SG, Schlosskapelle – Altarbilder, Glasfenster, Bronzekruzifix (1989)
- Bremgarten, Hotel Sonne – Glasmalerei (1983)
- Opfikon-Glattbrugg, St.-Anna-Kirche – Flügelaltar (1982)
- Wil SG, Kantonale Psychiatrie – Glasmalerei (1980)

### Von Janczak illustrierte Bücher
- Slawomir Mrozek, Tony Vinzens, Jan January Janczak: Der Elefant: eine Bildergeschichte für Erwachsene. Selbstverlag, 1981.
- Mischa Damjan, Tony Vinzens, Jan January Janczak: Der Rote Mohn Von Monte Cassino: Eine polnische Ballade. Studio Mischa Damjan/Sauerländer, Aarau 1983, ISBN 3-7941-2503-7.
- Jan Janczak, Tony Vinzens: Der Alte Clown Jan. Verlag Toja, Wil 1985.

## Auszeichnungen
- 2008: «Flame of Peace», Preis für Verdienste um die Völkerverständigung und das Engagement für den Frieden
- 1985: Ehrenbürger und «Goodwill Ambassador» der Stadt Houston, USA
- 1981: Filmfestival Kattowitz, Polen
- 1980: Filmfestival Huesca, Spanien
- 1973: Filmfestival Cork, Irland
- 1967: Filmfestival Oberhausen, Deutschland